# Lazarus
Lazarus és una eina de desenvolupament ràpid d'aplicacions basada en el llenguatge de programació Pascal, disponible per als sistemes operatius Windows, GNU/Linux i Mac OS X.
Es tracta d'una alternativa gratuïta a Delphi, desenvolupada com a projecte de programari lliure a partir de Free Pascal. La web i la majoria de la documentació estan en anglès, però l'entorn de desenvolupament (IDE) sí que està traduït al català en gran part.

## Compatibilitat amb bases de dades
Lazarus és compatible amb diversos motors de bases de dades, però el desenvolupador ha d'instal·lar paquets addicionals per a gestionar cada un. El programador pot accedir a la base de dades mitjançant codi o bé arrossegant components en un formulari visual. Els components de la base de dades representen camps i són connectats per la correcta configuració de propietats a un TDataSource, que representa una taula i és també connectat als components de la base de dades, ja sigui TPSQLDatabase, TSQLiteDataSet o algun altre.
Els següents motors de bases de dades són compatibles:
- PostgreSQL requereix el paquet psql
- DBase i FoxPro poden ser usats sense necessitat d'un servidor extern o llibreria mitjançant el component TDbf
- MySQL funciona correctament
- SQLite necessita només una simple llibreria externa i el component TSQLiteDataSet
- Microsoft SQL Server funciona amb la llibreria ZeosLib
- InterBase / Firebird, component d'accés nadiu, també treballa amb ZeosLib
- Oracle, també treballa amb ZeosLib

## Llicència
Encara que el programari Lazarus està llicenciat sota la GPL, el programari desenvolupat mitjançant l'ús d'aquesta eina es pot distribuir sota alguna altra llicència. La Llibreria del Component Lazarus (LCL) es vincula estàticament dins dels programes i és llicenciada utilitzant una versió modificada de la LGPL dissenyada especialment per a permetre vinculacions estàtiques a programes propietaris.
Noteu que instal·lar un paquet en temps de disseny equival a vincular a l'IDE. Distribuint el IDE Lazarus amb paquets en temps de disseny amb una llicència no compatible amb GPL (per exemple, MPL) preinstal·lats podria suposar una violació de llicència. A part d'això, es pot construir paquets propietaris de Lazarus sempre que no es distribueixen un Lazarus preinstal·lat amb ells.